# EHF Champions League der Frauen 2019/20
An der EHF Champions League 2019/20 nahmen insgesamt 19 Handball-Vereinsmannschaften teil, die sich in der vorangegangenen Saison in ihren Heimatländern für den Wettbewerb qualifiziert hatten. Es war die 60. Austragung der EHF Champions League bzw. des Europapokals der Landesmeister. Der ungarische Verein Győri ETO KC war Titelverteidiger. Aufgrund der COVID-19-Pandemie wurde der Wettbewerb im Juni 2020 abgebrochen.

## Modus
Qualifikation: Die Qualifikation wurde im Rahmen eines Turniers ausgetragen: Die erstplatzierte Mannschaft qualifizierte sich für die Gruppenphase.
Gruppenphase: Es gab vier Gruppen mit je vier Mannschaften. In einer Gruppe spielte jeder gegen jeden ein Hin- und Rückspiel; die jeweils drei Gruppenbesten erreichten die Hauptrunde.
Hauptrunde: Es gab zwei Gruppen mit je sechs Mannschaften. In einer Gruppe spielte jeder gegen jeden ein Hin- und Rückspiel; die vier bestplatzierten Mannschaften jeder Gruppe erreichten das Viertelfinale.
Viertelfinale: Das Viertelfinale sollte im K.-o.-System mit Hin- und Rückspiel ausgespielt werden. Die Gewinner der Partie wären in das Halbfinale eingezogen.
Final Four: Die Gewinner der Viertelfinalspiele hätten am Final-Four-Turnier teilgenommen.

## Qualifikationsturnier
Das Qualifikationsturnier fand am 7. und 8. September 2019 in Most statt.
Die Halbfinalspiele fanden am 7. September 2019 statt. Der Gewinner jeder Partie zog in das Finale, um die Teilnahme an der Gruppenphase, ein. Die Verlierer nahmen am Spiel um die Plätze drei und vier teil.
| 7. September 2019 16:15 Uhr | Rocasa Gran Canaria      | 21:28   | DHK Baník Most          | Sportovní hala Baník Most, Most Zuschauer: 1.000 Schiedsrichter: Marija Ilieva, Silvana Karbeska |
| 7. September 2019 16:15 Uhr | meiste Tore: Gutkowska 4 | (11:11) | meiste Tore: Kostelná 6 | Sportovní hala Baník Most, Most Zuschauer: 1.000 Schiedsrichter: Marija Ilieva, Silvana Karbeska |
| 7. September 2019 16:15 Uhr | Spielbericht             |         |                         | Sportovní hala Baník Most, Most Zuschauer: 1.000 Schiedsrichter: Marija Ilieva, Silvana Karbeska |

| 7. September 2019 18:45 Uhr | Kastamonu Belediyesi GSK | 31:15  | ŽORK Jagodina                     | Sportovní hala Baník Most, Most Zuschauer: 500 Schiedsrichter: Aušra Žalienė, Viktorija Kijauskaitė |
| 7. September 2019 18:45 Uhr | meiste Tore: İskit 7     | (15:6) | meiste Tore: Ašanin, Nišavić je 3 | Sportovní hala Baník Most, Most Zuschauer: 500 Schiedsrichter: Aušra Žalienė, Viktorija Kijauskaitė |
| 7. September 2019 18:45 Uhr | Spielbericht             |        |                                   | Sportovní hala Baník Most, Most Zuschauer: 500 Schiedsrichter: Aušra Žalienė, Viktorija Kijauskaitė |

Das Spiel der Verlierer fand am 8. September 2019 statt.
| 8. September 2019 13:30 Uhr | Rocasa Gran Canaria                         | 28:15  | ŽORK Jagodina                      | Sportovní hala Baník Most, Most Zuschauer: 200 Schiedsrichter: Marija Ilieva, Silvana Karbeska |
| 8. September 2019 13:30 Uhr | meiste Tore: Falcón, Lusson, Rodríguez je 5 | (15:8) | meiste Tore: Ašanin, Gojković je 4 | Sportovní hala Baník Most, Most Zuschauer: 200 Schiedsrichter: Marija Ilieva, Silvana Karbeska |
| 8. September 2019 13:30 Uhr | Spielbericht                                |        |                                    | Sportovní hala Baník Most, Most Zuschauer: 200 Schiedsrichter: Marija Ilieva, Silvana Karbeska |

Das Finale fand am 8. September 2019 statt. Der Gewinner der Partie nimmt an der Gruppenphase der EHF Champions League 2019/20 teil.
| 8. September 2019 16:00 Uhr | DHK Baník Most         | 35:33   | Kastamonu Belediyesi GSK | Sportovní hala Baník Most, Most Zuschauer: 1.600 Schiedsrichter: Aušra Žalienė, Viktorija Kijauskaitė |
| 8. September 2019 16:00 Uhr | meiste Tore: Zachová 9 | (20:13) | meiste Tore: İskit 7     | Sportovní hala Baník Most, Most Zuschauer: 1.600 Schiedsrichter: Aušra Žalienė, Viktorija Kijauskaitė |
| 8. September 2019 16:00 Uhr | Spielbericht           |         |                          | Sportovní hala Baník Most, Most Zuschauer: 1.600 Schiedsrichter: Aušra Žalienė, Viktorija Kijauskaitė |

## Gruppenphase
Die Auslosung der Gruppenphase fand am 27. Juni 2019 in Wien statt.
Es nahmen die erstplatzierte Mannschaft aus dem Qualifikationsturnier und die 15 Mannschaften, die sich vorher für den Wettbewerb qualifiziert hatten, teil.

### Gruppen
| Gruppe A Metz Handball Vipers Kristiansand ŽRK Podravka Koprivnica FTC-Rail Cargo Hungaria | Gruppe B GK Rostow am Don Team Esbjerg MKS Lublin CSM Bukarest | Gruppe C SCM Râmnicu Vâlcea ŽRK Budućnost Podgorica SG BBM Bietigheim Brest Bretagne Handball | Gruppe D Győri ETO KC Rokometni Klub Krim IK Sävehof DHK Baník Most |

#### Entscheidungen
|  | Qualifikationsplatz für die Hauptrunde |
|  | Platz des ausscheidenden Vereins       |

#### Gruppe A
| Pl. | Verein                  | Sp. | S | U | N | Tore      | Diff. | Punkte |
| --- | ----------------------- | --- | - | - | - | --------- | ----- | ------ |
| 1.  | Metz Handball           | 6   | 4 | 2 | 0 | 0194:1580 | +36   | 10     |
| 2.  | Vipers Kristiansand     | 6   | 3 | 1 | 2 | 0178:1680 | +10   | 7      |
| 3.  | FTC-Rail Cargo Hungaria | 6   | 2 | 1 | 3 | 0167:1800 | −13   | 5      |
| 4.  | ŽRK Podravka Koprivnica | 6   | 1 | 0 | 5 | 0161:1940 | −33   | 2      |

| 5. Oktober 2019 19:15 Uhr | Vipers Kristiansand | 31:22   | FTC-Rail Cargo Hungaria | Aquarama Kristiansand, Kristiansand Zuschauer: 1.640 Schiedsrichter: Leandersson, Lindroos |
| 5. Oktober 2019 19:15 Uhr | meiste Tore: Løke 8 | (16:11) | meiste Tore: Háfra 10   | Aquarama Kristiansand, Kristiansand Zuschauer: 1.640 Schiedsrichter: Leandersson, Lindroos |
| 5. Oktober 2019 19:15 Uhr | Spielbericht        |         |                         | Aquarama Kristiansand, Kristiansand Zuschauer: 1.640 Schiedsrichter: Leandersson, Lindroos |

| 6. Oktober 2019 17:00 Uhr | Metz Handball           | 40:24   | ŽRK Podravka Koprivnica            | Palais omnisports Les Arènes, Metz Zuschauer: 3.886 Schiedsrichter: Freitas, Carvalho |
| 6. Oktober 2019 17:00 Uhr | meiste Tore: Burgaard 8 | (24:13) | meiste Tore: Stanko, Tsakalou je 6 | Palais omnisports Les Arènes, Metz Zuschauer: 3.886 Schiedsrichter: Freitas, Carvalho |
| 6. Oktober 2019 17:00 Uhr | Spielbericht            |         |                                    | Palais omnisports Les Arènes, Metz Zuschauer: 3.886 Schiedsrichter: Freitas, Carvalho |

| 13. Oktober 2019 13:00 Uhr | FTC-Rail Cargo Hungaria | 28:34   | Metz Handball        | Érd Aréna, Érd Zuschauer: 2.050 Schiedsrichter: Opava, Valek |
| 13. Oktober 2019 13:00 Uhr | meiste Tore: Klujber 12 | (16:20) | meiste Tore: Zaadi 6 | Érd Aréna, Érd Zuschauer: 2.050 Schiedsrichter: Opava, Valek |
| 13. Oktober 2019 13:00 Uhr | Spielbericht            |         |                      | Érd Aréna, Érd Zuschauer: 2.050 Schiedsrichter: Opava, Valek |

| 13. Oktober 2019 18:00 Uhr | ŽRK Podravka Koprivnica       | 25:24   | Vipers Kristiansand | Gimnazija Fran Galović, Koprivnica Zuschauer: 2.500 Schiedsrichter: Ilieva, Karbeska |
| 13. Oktober 2019 18:00 Uhr | meiste Tore: Milosavljević 10 | (14:12) | meiste Tore: Aune 6 | Gimnazija Fran Galović, Koprivnica Zuschauer: 2.500 Schiedsrichter: Ilieva, Karbeska |
| 13. Oktober 2019 18:00 Uhr | Spielbericht                  |         |                     | Gimnazija Fran Galović, Koprivnica Zuschauer: 2.500 Schiedsrichter: Ilieva, Karbeska |

| 19. Oktober 2019 15:00 Uhr | FTC-Rail Cargo Hungaria | 37:31   | ŽRK Podravka Koprivnica      | Érd Aréna, Érd Zuschauer: 1.800 Schiedsrichter: Florescu, Stoia |
| 19. Oktober 2019 15:00 Uhr | meiste Tore: Klujber 11 | (17:17) | meiste Tore: Milosavljević 8 | Érd Aréna, Érd Zuschauer: 1.800 Schiedsrichter: Florescu, Stoia |
| 19. Oktober 2019 15:00 Uhr | Spielbericht            |         |                              | Érd Aréna, Érd Zuschauer: 1.800 Schiedsrichter: Florescu, Stoia |

| 20. Oktober 2019 15:00 Uhr | Vipers Kristiansand    | 38:38   | Metz Handball         | Aquarama Kristiansand, Kristiansand Zuschauer: 1.717 Schiedsrichter: Antić, Jakovljević |
| 20. Oktober 2019 15:00 Uhr | meiste Tore: Arntzen 8 | (17:21) | meiste Tore: Zaadi 13 | Aquarama Kristiansand, Kristiansand Zuschauer: 1.717 Schiedsrichter: Antić, Jakovljević |
| 20. Oktober 2019 15:00 Uhr | Spielbericht           |         |                       | Aquarama Kristiansand, Kristiansand Zuschauer: 1.717 Schiedsrichter: Antić, Jakovljević |

| 2. November 2019 20:00 Uhr | ŽRK Podravka Koprivnica      | 26:27   | FTC-Rail Cargo Hungaria                      | Gimnazija Fran Galović, Koprivnica Zuschauer: 2.500 Schiedsrichter: Mitrović, Kažanegra |
| 2. November 2019 20:00 Uhr | meiste Tore: Milosavljević 9 | (15:14) | meiste Tore: Klujber, Kovacsics, Lukács je 5 | Gimnazija Fran Galović, Koprivnica Zuschauer: 2.500 Schiedsrichter: Mitrović, Kažanegra |
| 2. November 2019 20:00 Uhr | Spielbericht                 |         |                                              | Gimnazija Fran Galović, Koprivnica Zuschauer: 2.500 Schiedsrichter: Mitrović, Kažanegra |

| 3. November 2019 20:45 Uhr | Metz Handball          | 26:17   | Vipers Kristiansand | Palais omnisports Les Arènes, Metz Zuschauer: 4.066 Schiedsrichter: Alpaidse, Berjoskina |
| 3. November 2019 20:45 Uhr | meiste Tore: Luciano 7 | (12:10) | meiste Tore: Dahl 4 | Palais omnisports Les Arènes, Metz Zuschauer: 4.066 Schiedsrichter: Alpaidse, Berjoskina |
| 3. November 2019 20:45 Uhr | Spielbericht           |         |                     | Palais omnisports Les Arènes, Metz Zuschauer: 4.066 Schiedsrichter: Alpaidse, Berjoskina |

| 8. November 2019 18:00 Uhr | ŽRK Podravka Koprivnica | 25:32   | Metz Handball        | Gimnazija Fran Galović, Koprivnica Zuschauer: 2.150 Schiedsrichter: Panayides, Andreou |
| 8. November 2019 18:00 Uhr | meiste Tore: Tsakalou 8 | (15:15) | meiste Tore: Sajka 6 | Gimnazija Fran Galović, Koprivnica Zuschauer: 2.150 Schiedsrichter: Panayides, Andreou |
| 8. November 2019 18:00 Uhr | Spielbericht            |         |                      | Gimnazija Fran Galović, Koprivnica Zuschauer: 2.150 Schiedsrichter: Panayides, Andreou |

| 9. November 2019 19:30 Uhr | FTC-Rail Cargo Hungaria | 29:34   | Vipers Kristiansand     | Érd Aréna, Érd Zuschauer: 2.200 Schiedsrichter: Merz, Kuttler |
| 9. November 2019 19:30 Uhr | meiste Tore: Klujber 6  | (15:19) | meiste Tore: Arntzen 11 | Érd Aréna, Érd Zuschauer: 2.200 Schiedsrichter: Merz, Kuttler |
| 9. November 2019 19:30 Uhr | Spielbericht            |         |                         | Érd Aréna, Érd Zuschauer: 2.200 Schiedsrichter: Merz, Kuttler |

| 16. November 2019 19:15 Uhr | Vipers Kristiansand  | 34:28   | ŽRK Podravka Koprivnica | Aquarama Kristiansand, Kristiansand Zuschauer: 1.660 Schiedsrichter: Žalienė, Kijauskaitė |
| 16. November 2019 19:15 Uhr | meiste Tore: Dahl 11 | (20:13) | meiste Tore: Tsakalou 7 | Aquarama Kristiansand, Kristiansand Zuschauer: 1.660 Schiedsrichter: Žalienė, Kijauskaitė |
| 16. November 2019 19:15 Uhr | Spielbericht         |         |                         | Aquarama Kristiansand, Kristiansand Zuschauer: 1.660 Schiedsrichter: Žalienė, Kijauskaitė |

| 16. November 2019 19:30 Uhr | Metz Handball        | 24:24   | FTC-Rail Cargo Hungaria | Palais omnisports Les Arènes, Metz Zuschauer: 4.200 Schiedsrichter: Ilieva, Karbeska |
| 16. November 2019 19:30 Uhr | meiste Tore: Zaadi 6 | (10:14) | meiste Tore: Schatzl 7  | Palais omnisports Les Arènes, Metz Zuschauer: 4.200 Schiedsrichter: Ilieva, Karbeska |
| 16. November 2019 19:30 Uhr | Spielbericht         |         |                         | Palais omnisports Les Arènes, Metz Zuschauer: 4.200 Schiedsrichter: Ilieva, Karbeska |

#### Gruppe B
| Pl. | Verein           | Sp. | S | U | N | Tore      | Diff. | Punkte |
| --- | ---------------- | --- | - | - | - | --------- | ----- | ------ |
| 1.  | GK Rostow am Don | 6   | 4 | 1 | 1 | 0167:1430 | +24   | 9      |
| 2.  | Team Esbjerg     | 6   | 4 | 0 | 2 | 0167:1490 | +18   | 8      |
| 3.  | CSM Bukarest     | 6   | 3 | 1 | 2 | 0153:1310 | +22   | 7      |
| 4.  | MKS Lublin       | 6   | 0 | 0 | 6 | 0123:1870 | −64   | 0      |

| 5. Oktober 2019 16:00 Uhr | GK Rostow am Don          | 31:21   | MKS Lublin                          | Sportpalast Rostow am Don, Rostow am Don Zuschauer: 3.428 Schiedsrichter: Mitrović, Kažanegra |
| 5. Oktober 2019 16:00 Uhr | meiste Tore: Manaharowa 6 | (21:11) | meiste Tore: Łabuda, Kochaniak je 4 | Sportpalast Rostow am Don, Rostow am Don Zuschauer: 3.428 Schiedsrichter: Mitrović, Kažanegra |
| 5. Oktober 2019 16:00 Uhr | Spielbericht              |         |                                     | Sportpalast Rostow am Don, Rostow am Don Zuschauer: 3.428 Schiedsrichter: Mitrović, Kažanegra |

| 6. Oktober 2019 16:50 Uhr | Team Esbjerg          | 22:24  | CSM Bukarest         | Blue Water Dokken, Esbjerg Zuschauer: 1.910 Schiedsrichter: Mandák, Rudinský |
| 6. Oktober 2019 16:50 Uhr | meiste Tore: Polman 6 | (8:13) | meiste Tore: Lekić 5 | Blue Water Dokken, Esbjerg Zuschauer: 1.910 Schiedsrichter: Mandák, Rudinský |
| 6. Oktober 2019 16:50 Uhr | Spielbericht          |        |                      | Blue Water Dokken, Esbjerg Zuschauer: 1.910 Schiedsrichter: Mandák, Rudinský |

| 11. Oktober 2019 20:30 Uhr | CSM Bukarest         | 23:23   | GK Rostow am Don           | Sala Polivalentă Dinamo, Bukarest Zuschauer: 4.572 Schiedsrichter: Jurinović, Mrvica |
| 11. Oktober 2019 20:30 Uhr | meiste Tore: Lekić 8 | (13:14) | meiste Tore: Wjachirewa 12 | Sala Polivalentă Dinamo, Bukarest Zuschauer: 4.572 Schiedsrichter: Jurinović, Mrvica |
| 11. Oktober 2019 20:30 Uhr | Spielbericht         |         |                            | Sala Polivalentă Dinamo, Bukarest Zuschauer: 4.572 Schiedsrichter: Jurinović, Mrvica |

| 12. Oktober 2019 18:00 Uhr | MKS Lublin            | 22:28   | Team Esbjerg        | Hala Globus, Lublin Zuschauer: 2.614 Schiedsrichter: D. Lončar, Z. Lončar |
| 12. Oktober 2019 18:00 Uhr | meiste Tore: Achruk 5 | (15:12) | meiste Tore: Frey 8 | Hala Globus, Lublin Zuschauer: 2.614 Schiedsrichter: D. Lončar, Z. Lončar |
| 12. Oktober 2019 18:00 Uhr | Spielbericht          |         |                     | Hala Globus, Lublin Zuschauer: 2.614 Schiedsrichter: D. Lončar, Z. Lončar |

| 19. Oktober 2019 14:30 Uhr | Team Esbjerg          | 31:26   | GK Rostow am Don                       | Blue Water Dokken, Esbjerg Zuschauer: 2.132 Schiedsrichter: C. Bonaventura, J. Bonaventura |
| 19. Oktober 2019 14:30 Uhr | meiste Tore: Polman 8 | (16:11) | meiste Tore: Makejewa, Manaharowa je 5 | Blue Water Dokken, Esbjerg Zuschauer: 2.132 Schiedsrichter: C. Bonaventura, J. Bonaventura |
| 19. Oktober 2019 14:30 Uhr | Spielbericht          |         |                                        | Blue Water Dokken, Esbjerg Zuschauer: 2.132 Schiedsrichter: C. Bonaventura, J. Bonaventura |

| 19. Oktober 2019 18:00 Uhr | CSM Bukarest          | 35:19   | MKS Lublin              | Sala Polivalentă Dinamo, Bukarest Zuschauer: 4.500 Schiedsrichter: Balvan, Praštalo |
| 19. Oktober 2019 18:00 Uhr | meiste Tore: Pintea 6 | (16:10) | meiste Tore: Blažević 4 | Sala Polivalentă Dinamo, Bukarest Zuschauer: 4.500 Schiedsrichter: Balvan, Praštalo |
| 19. Oktober 2019 18:00 Uhr | Spielbericht          |         |                         | Sala Polivalentă Dinamo, Bukarest Zuschauer: 4.500 Schiedsrichter: Balvan, Praštalo |

| 2. November 2019 16:00 Uhr | GK Rostow am Don          | 34:26   | Team Esbjerg                    | Sportpalast Rostow am Don, Rostow am Don Zuschauer: 3.337 Schiedsrichter: Horváth, Marton |
| 2. November 2019 16:00 Uhr | meiste Tore: Manaharowa 6 | (16:13) | meiste Tore: Frey, Solberg je 7 | Sportpalast Rostow am Don, Rostow am Don Zuschauer: 3.337 Schiedsrichter: Horváth, Marton |
| 2. November 2019 16:00 Uhr | Spielbericht              |         |                                 | Sportpalast Rostow am Don, Rostow am Don Zuschauer: 3.337 Schiedsrichter: Horváth, Marton |

| 3. November 2019 18:00 Uhr | MKS Lublin          | 19:28   | CSM Bukarest          | Hala Globus, Lublin Zuschauer: 2.300 Schiedsrichter: Žalienė, Kijauskaitė |
| 3. November 2019 18:00 Uhr | meiste Tore: Gęga 6 | (10:17) | meiste Tore: Pintea 7 | Hala Globus, Lublin Zuschauer: 2.300 Schiedsrichter: Žalienė, Kijauskaitė |
| 3. November 2019 18:00 Uhr | Spielbericht        |         |                       | Hala Globus, Lublin Zuschauer: 2.300 Schiedsrichter: Žalienė, Kijauskaitė |

| 9. November 2019 18:30 Uhr | MKS Lublin                             | 20:30   | GK Rostow am Don        | Hala Globus, Lublin Zuschauer: 1.750 Schiedsrichter: Christidi, Papamattheou |
| 9. November 2019 18:30 Uhr | meiste Tore: Blažević, Matuszczyk je 4 | (12:20) | meiste Tore: Sudakowa 6 | Hala Globus, Lublin Zuschauer: 1.750 Schiedsrichter: Christidi, Papamattheou |
| 9. November 2019 18:30 Uhr | Spielbericht                           |         |                         | Hala Globus, Lublin Zuschauer: 1.750 Schiedsrichter: Christidi, Papamattheou |

| 10. November 2019 14:30 Uhr | CSM Bukarest            | 21:25   | Team Esbjerg            | Sala Polivalentă Dinamo, Bukarest Zuschauer: 4.800 Schiedsrichter: M. Bennani, S. Bennani |
| 10. November 2019 14:30 Uhr | meiste Tore: Omoregie 5 | (12:13) | meiste Tore: Breistøl 7 | Sala Polivalentă Dinamo, Bukarest Zuschauer: 4.800 Schiedsrichter: M. Bennani, S. Bennani |
| 10. November 2019 14:30 Uhr | Spielbericht            |         |                         | Sala Polivalentă Dinamo, Bukarest Zuschauer: 4.800 Schiedsrichter: M. Bennani, S. Bennani |

| 16. November 2019 15:00 Uhr | GK Rostow am Don          | 23:22  | CSM Bukarest         | Sportpalast Rostow am Don, Rostow am Don Zuschauer: 3.500 Schiedsrichter: Lah, Sok |
| 16. November 2019 15:00 Uhr | meiste Tore: Wjachirewa 5 | (14:7) | meiste Tore: Neagu 8 | Sportpalast Rostow am Don, Rostow am Don Zuschauer: 3.500 Schiedsrichter: Lah, Sok |
| 16. November 2019 15:00 Uhr | Spielbericht              |        |                      | Sportpalast Rostow am Don, Rostow am Don Zuschauer: 3.500 Schiedsrichter: Lah, Sok |

| 17. November 2019 15:10 Uhr | Team Esbjerg                           | 35:22  | MKS Lublin            | Blue Water Dokken, Esbjerg Zuschauer: 1.760 Schiedsrichter: Freitas, Carvalho |
| 17. November 2019 15:10 Uhr | meiste Tore: Breistøl, Danielsson je 6 | (20:9) | meiste Tore: Achruk 4 | Blue Water Dokken, Esbjerg Zuschauer: 1.760 Schiedsrichter: Freitas, Carvalho |
| 17. November 2019 15:10 Uhr | Spielbericht                           |        |                       | Blue Water Dokken, Esbjerg Zuschauer: 1.760 Schiedsrichter: Freitas, Carvalho |

#### Gruppe C
| Pl. | Verein                  | Sp. | S | U | N | Tore      | Diff. | Punkte |
| --- | ----------------------- | --- | - | - | - | --------- | ----- | ------ |
| 1.  | Brest Bretagne Handball | 6   | 6 | 0 | 0 | 0201:1690 | +32   | 12     |
| 2.  | ŽRK Budućnost Podgorica | 6   | 4 | 0 | 2 | 0168:1570 | +11   | 8      |
| 3.  | SCM Râmnicu Vâlcea      | 6   | 1 | 0 | 5 | 0148:1650 | −17   | 2      |
| 4.  | SG BBM Bietigheim       | 6   | 1 | 0 | 5 | 0171:1970 | −26   | 2      |

| 4. Oktober 2019 18:30 Uhr | SCM Râmnicu Vâlcea      | 34:27   | SG BBM Bietigheim              | Sala Sporturilor Traian, Râmnicu Vâlcea Zuschauer: 2.200 Schiedsrichter: Antić, Jakovljević |
| 4. Oktober 2019 18:30 Uhr | meiste Tore: Nørgaard 7 | (20:18) | meiste Tore: van der Heijden 8 | Sala Sporturilor Traian, Râmnicu Vâlcea Zuschauer: 2.200 Schiedsrichter: Antić, Jakovljević |
| 4. Oktober 2019 18:30 Uhr | Spielbericht            |         |                                | Sala Sporturilor Traian, Râmnicu Vâlcea Zuschauer: 2.200 Schiedsrichter: Antić, Jakovljević |

| 5. Oktober 2019 19:00 Uhr | ŽRK Budućnost Podgorica | 32:35   | Brest Bretagne Handball          | Sportski centar Morača, Podgorica Zuschauer: 2.300 Schiedsrichter: Lah, Sok |
| 5. Oktober 2019 19:00 Uhr | meiste Tore: Jauković 8 | (17:16) | meiste Tore: Gros, Coatanea je 7 | Sportski centar Morača, Podgorica Zuschauer: 2.300 Schiedsrichter: Lah, Sok |
| 5. Oktober 2019 19:00 Uhr | Spielbericht            |         |                                  | Sportski centar Morača, Podgorica Zuschauer: 2.300 Schiedsrichter: Lah, Sok |

| 12. Oktober 2019 19:00 Uhr | Brest Bretagne Handball              | 37:24  | SCM Râmnicu Vâlcea      | Brest Arena, Brest Zuschauer: 3.473 Schiedsrichter: Alpaidse, Berjoskina |
| 12. Oktober 2019 19:00 Uhr | meiste Tore: Niakaté, Pop-Lazić je 6 | (22:9) | meiste Tore: Nørgaard 9 | Brest Arena, Brest Zuschauer: 3.473 Schiedsrichter: Alpaidse, Berjoskina |
| 12. Oktober 2019 19:00 Uhr | Spielbericht                         |        |                         | Brest Arena, Brest Zuschauer: 3.473 Schiedsrichter: Alpaidse, Berjoskina |

| 13. Oktober 2019 17:00 Uhr | SG BBM Bietigheim                                            | 23:30   | ŽRK Budućnost Podgorica                | MHPArena, Ludwigsburg Zuschauer: 1.137 Schiedsrichter: Marín Lorente, Ignacio García |
| 13. Oktober 2019 17:00 Uhr | meiste Tore: Naidzinavicius, van der Heijden, Malestein je 5 | (12:14) | meiste Tore: Jauković, Mehmedović je 7 | MHPArena, Ludwigsburg Zuschauer: 1.137 Schiedsrichter: Marín Lorente, Ignacio García |
| 13. Oktober 2019 17:00 Uhr | Spielbericht                                                 |         |                                        | MHPArena, Ludwigsburg Zuschauer: 1.137 Schiedsrichter: Marín Lorente, Ignacio García |

| 19. Oktober 2019 15:15 Uhr | SG BBM Bietigheim                                 | 32:35   | Brest Bretagne Handball  | MHPArena, Ludwigsburg Zuschauer: 2.030 Schiedsrichter: Panayides, Andreou |
| 19. Oktober 2019 15:15 Uhr | meiste Tore: Naidzinavicius, van der Heijden je 6 | (18:17) | meiste Tore: Pop-Lazić 7 | MHPArena, Ludwigsburg Zuschauer: 2.030 Schiedsrichter: Panayides, Andreou |
| 19. Oktober 2019 15:15 Uhr | Spielbericht                                      |         |                          | MHPArena, Ludwigsburg Zuschauer: 2.030 Schiedsrichter: Panayides, Andreou |

| 19. Oktober 2019 19:00 Uhr | ŽRK Budućnost Podgorica   | 23:19   | SCM Râmnicu Vâlcea      | Sportski centar Morača, Podgorica Zuschauer: 2.450 Schiedsrichter: Christiansen, Hansen |
| 19. Oktober 2019 19:00 Uhr | meiste Tore: Radičević 13 | (13:10) | meiste Tore: Nørgaard 4 | Sportski centar Morača, Podgorica Zuschauer: 2.450 Schiedsrichter: Christiansen, Hansen |
| 19. Oktober 2019 19:00 Uhr | Spielbericht              |         |                         | Sportski centar Morača, Podgorica Zuschauer: 2.450 Schiedsrichter: Christiansen, Hansen |

| 1. November 2019 18:30 Uhr | SCM Râmnicu Vâlcea               | 20:21   | ŽRK Budućnost Podgorica  | Sala Sporturilor Traian, Râmnicu Vâlcea Zuschauer: 2.239 Schiedsrichter: M. Sá, V. Sá |
| 1. November 2019 18:30 Uhr | meiste Tore: Hlibko, Vieira je 6 | (10:13) | meiste Tore: Radičević 8 | Sala Sporturilor Traian, Râmnicu Vâlcea Zuschauer: 2.239 Schiedsrichter: M. Sá, V. Sá |
| 1. November 2019 18:30 Uhr | Spielbericht                     |         |                          | Sala Sporturilor Traian, Râmnicu Vâlcea Zuschauer: 2.239 Schiedsrichter: M. Sá, V. Sá |

| 2. November 2019 15:00 Uhr | Brest Bretagne Handball | 36:30   | SG BBM Bietigheim             | Brest Arena, Brest Zuschauer: 3.754 Schiedsrichter: I. Covalciuc, A. Covalciuc |
| 2. November 2019 15:00 Uhr | meiste Tore: Gros 13    | (18:15) | meiste Tore: Naidzinavicius 7 | Brest Arena, Brest Zuschauer: 3.754 Schiedsrichter: I. Covalciuc, A. Covalciuc |
| 2. November 2019 15:00 Uhr | Spielbericht            |         |                               | Brest Arena, Brest Zuschauer: 3.754 Schiedsrichter: I. Covalciuc, A. Covalciuc |

| 10. November 2019 15:00 Uhr | Brest Bretagne Handball            | 32:28   | ŽRK Budućnost Podgorica   | Brest Arena, Brest Zuschauer: 4.159 Schiedsrichter: Erdoğan, Özdeniz |
| 10. November 2019 15:00 Uhr | meiste Tore: Gros, Minevskaja je 6 | (14:15) | meiste Tore: Radičević 10 | Brest Arena, Brest Zuschauer: 4.159 Schiedsrichter: Erdoğan, Özdeniz |
| 10. November 2019 15:00 Uhr | Spielbericht                       |         |                           | Brest Arena, Brest Zuschauer: 4.159 Schiedsrichter: Erdoğan, Özdeniz |

| 10. November 2019 18:00 Uhr | SG BBM Bietigheim        | 31:28   | SCM Râmnicu Vâlcea      | MHPArena, Ludwigsburg Zuschauer: 2.053 Schiedsrichter: Leszczyński, Piechota |
| 10. November 2019 18:00 Uhr | meiste Tore: Malestein 7 | (13:14) | meiste Tore: Nørgaard 7 | MHPArena, Ludwigsburg Zuschauer: 2.053 Schiedsrichter: Leszczyński, Piechota |
| 10. November 2019 18:00 Uhr | Spielbericht             |         |                         | MHPArena, Ludwigsburg Zuschauer: 2.053 Schiedsrichter: Leszczyński, Piechota |

| 16. November 2019 18:00 Uhr | SCM Râmnicu Vâlcea                 | 23:26   | Brest Bretagne Handball               | Sala Sporturilor Traian, Râmnicu Vâlcea Zuschauer: 2.000 Schiedsrichter: García Serradilla, Marín |
| 16. November 2019 18:00 Uhr | meiste Tore: Hlibko, González je 5 | (13:14) | meiste Tore: Coatanea, Pop-Lazić je 5 | Sala Sporturilor Traian, Râmnicu Vâlcea Zuschauer: 2.000 Schiedsrichter: García Serradilla, Marín |
| 16. November 2019 18:00 Uhr | Spielbericht                       |         |                                       | Sala Sporturilor Traian, Râmnicu Vâlcea Zuschauer: 2.000 Schiedsrichter: García Serradilla, Marín |

| 16. November 2019 19:00 Uhr | ŽRK Budućnost Podgorica  | 34:28   | SG BBM Bietigheim             | Sportski centar Morača, Podgorica Zuschauer: 2.130 Schiedsrichter: Opava, Valek |
| 16. November 2019 19:00 Uhr | meiste Tore: Radičević 8 | (18:14) | meiste Tore: Naidzinavicius 6 | Sportski centar Morača, Podgorica Zuschauer: 2.130 Schiedsrichter: Opava, Valek |
| 16. November 2019 19:00 Uhr | Spielbericht             |         |                               | Sportski centar Morača, Podgorica Zuschauer: 2.130 Schiedsrichter: Opava, Valek |

#### Gruppe D
| Pl. | Verein              | Sp. | S | U | N | Tore      | Diff. | Punkte |
| --- | ------------------- | --- | - | - | - | --------- | ----- | ------ |
| 1.  | Győri ETO KC        | 6   | 6 | 0 | 0 | 0216:1470 | +69   | 12     |
| 2.  | IK Sävehof          | 6   | 2 | 1 | 3 | 0148:1660 | −18   | 5      |
| 3.  | Rokometni Klub Krim | 6   | 2 | 0 | 4 | 0158:1700 | −12   | 4      |
| 4.  | DHK Baník Most      | 6   | 1 | 1 | 4 | 0151:1900 | −39   | 3      |

| 6. Oktober 2019 17:00 Uhr | Győri ETO KC                               | 35:23   | IK Sävehof                            | Audi Arena, Győr Schiedsrichter: Şimşek, Hatipoğlu |
| 6. Oktober 2019 17:00 Uhr | meiste Tore: Amorim, Brattset, Hansen je 5 | (17:11) | meiste Tore: Forsberg, Mortensen je 5 | Audi Arena, Győr Schiedsrichter: Şimşek, Hatipoğlu |
| 6. Oktober 2019 17:00 Uhr | Spielbericht                               |         |                                       | Audi Arena, Győr Schiedsrichter: Şimşek, Hatipoğlu |

| 6. Oktober 2019 17:00 Uhr | Rokometni Klub Krim     | 29:31   | DHK Baník Most         | Športna dvorana Kodeljevo, Ljubljana Zuschauer: 900 Schiedsrichter: Năstase, Stancu |
| 6. Oktober 2019 17:00 Uhr | meiste Tore: Varagić 12 | (14:13) | meiste Tore: Zachová 6 | Športna dvorana Kodeljevo, Ljubljana Zuschauer: 900 Schiedsrichter: Năstase, Stancu |
| 6. Oktober 2019 17:00 Uhr | Spielbericht            |         |                        | Športna dvorana Kodeljevo, Ljubljana Zuschauer: 900 Schiedsrichter: Năstase, Stancu |

| 13. Oktober 2019 15:00 Uhr | IK Sävehof                                           | 21:25   | Rokometni Klub Krim  | Partille Arena, Partille Zuschauer: 615 Schiedsrichter: Mošorinski, Pandžić |
| 13. Oktober 2019 15:00 Uhr | meiste Tore: Forsberg, Lundbäck, Åström Nilsson je 4 | (10:13) | meiste Tore: Zulić 5 | Partille Arena, Partille Zuschauer: 615 Schiedsrichter: Mošorinski, Pandžić |
| 13. Oktober 2019 15:00 Uhr | Spielbericht                                         |         |                      | Partille Arena, Partille Zuschauer: 615 Schiedsrichter: Mošorinski, Pandžić |

| 13. Oktober 2019 19:00 Uhr | DHK Baník Most         | 21:46   | Győri ETO KC           | Rocknet aréna, Chomutov Zuschauer: 2.784 Schiedsrichter: Lidacka, Lesiak |
| 13. Oktober 2019 19:00 Uhr | meiste Tore: Zachová 5 | (13:23) | meiste Tore: Oftedal 9 | Rocknet aréna, Chomutov Zuschauer: 2.784 Schiedsrichter: Lidacka, Lesiak |
| 13. Oktober 2019 19:00 Uhr | Spielbericht           |         |                        | Rocknet aréna, Chomutov Zuschauer: 2.784 Schiedsrichter: Lidacka, Lesiak |

| 19. Oktober 2019 19:30 Uhr | Rokometni Klub Krim              | 21:33  | Győri ETO KC          | Športna dvorana Kodeljevo, Ljubljana Zuschauer: 1.500 Schiedsrichter: Christidi, Papamattheou |
| 19. Oktober 2019 19:30 Uhr | meiste Tore: Varagić, Zulić je 5 | (9:13) | meiste Tore: Amorim 7 | Športna dvorana Kodeljevo, Ljubljana Zuschauer: 1.500 Schiedsrichter: Christidi, Papamattheou |
| 19. Oktober 2019 19:30 Uhr | Spielbericht                     |        |                       | Športna dvorana Kodeljevo, Ljubljana Zuschauer: 1.500 Schiedsrichter: Christidi, Papamattheou |

| 20. Oktober 2019 19:00 Uhr | DHK Baník Most          | 25:25   | IK Sävehof              | Rocknet aréna, Chomutov Zuschauer: 1.402 Schiedsrichter: Merz, Kuttler |
| 20. Oktober 2019 19:00 Uhr | meiste Tore: Šustková 7 | (17:13) | meiste Tore: Forsberg 7 | Rocknet aréna, Chomutov Zuschauer: 1.402 Schiedsrichter: Merz, Kuttler |
| 20. Oktober 2019 19:00 Uhr | Spielbericht            |         |                         | Rocknet aréna, Chomutov Zuschauer: 1.402 Schiedsrichter: Merz, Kuttler |

| 2. November 2019 13:30 Uhr | IK Sävehof              | 24:19  | DHK Baník Most         | Partille Arena, Partille Zuschauer: 823 Schiedsrichter: D. Lončar, Z. Lončar |
| 2. November 2019 13:30 Uhr | meiste Tore: Forsberg 6 | (12:8) | meiste Tore: Zachová 6 | Partille Arena, Partille Zuschauer: 823 Schiedsrichter: D. Lončar, Z. Lončar |
| 2. November 2019 13:30 Uhr | Spielbericht            |        |                        | Partille Arena, Partille Zuschauer: 823 Schiedsrichter: D. Lončar, Z. Lončar |

| 2. November 2019 17:00 Uhr | Győri ETO KC           | 31:26   | Rokometni Klub Krim    | Audi Arena, Győr Zuschauer: 5.250 Schiedsrichter: Jerschow, Pawljukow |
| 2. November 2019 17:00 Uhr | meiste Tore: Oftedal 7 | (13:13) | meiste Tore: Varagić 5 | Audi Arena, Győr Zuschauer: 5.250 Schiedsrichter: Jerschow, Pawljukow |
| 2. November 2019 17:00 Uhr | Spielbericht           |         |                        | Audi Arena, Győr Zuschauer: 5.250 Schiedsrichter: Jerschow, Pawljukow |

| 9. November 2019 13:30 Uhr | IK Sävehof              | 27:36   | Győri ETO KC           | Partille Arena, Partille Zuschauer: 1.592 Schiedsrichter: Năstase, Stancu |
| 9. November 2019 13:30 Uhr | meiste Tore: Lundbäck 8 | (12:19) | meiste Tore: Oftedal 7 | Partille Arena, Partille Zuschauer: 1.592 Schiedsrichter: Năstase, Stancu |
| 9. November 2019 13:30 Uhr | Spielbericht            |         |                        | Partille Arena, Partille Zuschauer: 1.592 Schiedsrichter: Năstase, Stancu |

| 10. November 2019 19:00 Uhr | DHK Baník Most         | 26:31   | Rokometni Klub Krim   | Rocknet aréna, Chomutov Zuschauer: 1.500 Schiedsrichter: Christiansen, Hansen |
| 10. November 2019 19:00 Uhr | meiste Tore: Zachová 8 | (12:14) | meiste Tore: Zulić 10 | Rocknet aréna, Chomutov Zuschauer: 1.500 Schiedsrichter: Christiansen, Hansen |
| 10. November 2019 19:00 Uhr | Spielbericht           |         |                       | Rocknet aréna, Chomutov Zuschauer: 1.500 Schiedsrichter: Christiansen, Hansen |

| 17. November 2019 17:00 Uhr | Győri ETO KC             | 35:29   | DHK Baník Most                      | Audi Arena, Győr Zuschauer: 5.179 Schiedsrichter: Praštalo, Balvan |
| 17. November 2019 17:00 Uhr | meiste Tore: Nze Minko 8 | (22:18) | meiste Tore: Maňáková, Zachová je 4 | Audi Arena, Győr Zuschauer: 5.179 Schiedsrichter: Praštalo, Balvan |
| 17. November 2019 17:00 Uhr | Spielbericht             |         |                                     | Audi Arena, Győr Zuschauer: 5.179 Schiedsrichter: Praštalo, Balvan |

| 17. November 2019 17:00 Uhr | Rokometni Klub Krim  | 26:28   | IK Sävehof                       | Športna dvorana Kodeljevo, Ljubljana Zuschauer: 1.152 Schiedsrichter: Bounouara, Sami |
| 17. November 2019 17:00 Uhr | meiste Tore: Barič 9 | (12:14) | meiste Tore: Dano, Lundbäck je 5 | Športna dvorana Kodeljevo, Ljubljana Zuschauer: 1.152 Schiedsrichter: Bounouara, Sami |
| 17. November 2019 17:00 Uhr | Spielbericht         |         |                                  | Športna dvorana Kodeljevo, Ljubljana Zuschauer: 1.152 Schiedsrichter: Bounouara, Sami |

## Hauptrunde
Es nahmen die 12 Mannschaften der Gruppenphase teil, die in zwei Gruppen die Plätze für das Viertelfinale ausspielten. Die Ergebnisse der Teams, die schon in der Gruppenphase gegeneinander spielten, wurden übernommen.

### Entscheidungen
|  | Qualifikationsplatz für das Viertelfinale |
|  | Platz des ausscheidenden Vereins          |

### Gruppe 1
| Pl. | Verein                  | Sp. | S | U | N | Tore      | Diff. | Punkte |
| --- | ----------------------- | --- | - | - | - | --------- | ----- | ------ |
| 1.  | Metz Handball           | 10  | 5 | 3 | 2 | 0289:2700 | +19   | 013:70 |
| 2.  | Team Esbjerg            | 10  | 6 | 1 | 3 | 0289:2790 | +10   | 013:70 |
| 3.  | GK Rostow am Don        | 10  | 6 | 1 | 3 | 0279:2660 | +13   | 013:70 |
| 4.  | CSM Bukarest            | 10  | 5 | 1 | 4 | 0251:2500 | +1    | 011:90 |
| 5.  | FTC-Rail Cargo Hungaria | 10  | 2 | 1 | 7 | 0270:2910 | −21   | 05:150 |
| 6.  | Vipers Kristiansand     | 10  | 2 | 1 | 7 | 0281:3030 | −22   | 05:150 |

| 25. Januar 2020 14:15 Uhr | Vipers Kristiansand  | 31:35   | Team Esbjerg            | Aquarama Kristiansand, Kristiansand Zuschauer: 1.812 Schiedsrichter: Andorka, Hucker |
| 25. Januar 2020 14:15 Uhr | meiste Tore: Tomac 8 | (15:16) | meiste Tore: Breistøl 8 | Aquarama Kristiansand, Kristiansand Zuschauer: 1.812 Schiedsrichter: Andorka, Hucker |
| 25. Januar 2020 14:15 Uhr | Spielbericht         |         |                         | Aquarama Kristiansand, Kristiansand Zuschauer: 1.812 Schiedsrichter: Andorka, Hucker |

| 25. Januar 2020 15:00 Uhr | Metz Handball                    | 23:20   | GK Rostow am Don          | Palais omnisports Les Arènes, Metz Zuschauer: 3.941 Schiedsrichter: Simone, Monitillo |
| 25. Januar 2020 15:00 Uhr | meiste Tore: Flippes, Zaadi je 5 | (11:11) | meiste Tore: Manaharowa 6 | Palais omnisports Les Arènes, Metz Zuschauer: 3.941 Schiedsrichter: Simone, Monitillo |
| 25. Januar 2020 15:00 Uhr | Spielbericht                     |         |                           | Palais omnisports Les Arènes, Metz Zuschauer: 3.941 Schiedsrichter: Simone, Monitillo |

| 25. Januar 2020 16:00 Uhr | FTC-Rail Cargo Hungaria | 33:23   | CSM Bukarest         | Érd Aréna, Érd Zuschauer: 2.200 Schiedsrichter: Álvarez Mata, Bustamante López |
| 25. Januar 2020 16:00 Uhr | meiste Tore: Schatzl 8  | (19:10) | meiste Tore: Neagu 7 | Érd Aréna, Érd Zuschauer: 2.200 Schiedsrichter: Álvarez Mata, Bustamante López |
| 25. Januar 2020 16:00 Uhr | Spielbericht            |         |                      | Érd Aréna, Érd Zuschauer: 2.200 Schiedsrichter: Álvarez Mata, Bustamante López |

| 1. Februar 2020 16:00 Uhr | GK Rostow am Don                      | 33:26   | Vipers Kristiansand    | Sportpalast Rostow am Don, Rostow am Don Zuschauer: 2.900 Schiedsrichter: Năstase, Stancu |
| 1. Februar 2020 16:00 Uhr | meiste Tore: Manaharowa, Frolowa je 7 | (19:15) | meiste Tore: Reistad 8 | Sportpalast Rostow am Don, Rostow am Don Zuschauer: 2.900 Schiedsrichter: Năstase, Stancu |
| 1. Februar 2020 16:00 Uhr | Spielbericht                          |         |                        | Sportpalast Rostow am Don, Rostow am Don Zuschauer: 2.900 Schiedsrichter: Năstase, Stancu |

| 2. Februar 2020 15:00 Uhr | CSM Bukarest          | 32:27   | Metz Handball        | Sala Polivalentă Dinamo, Bukarest Zuschauer: 4.000 Schiedsrichter: Mitrović, Kažanegra |
| 2. Februar 2020 15:00 Uhr | meiste Tore: Neagu 14 | (16:14) | meiste Tore: Sajka 7 | Sala Polivalentă Dinamo, Bukarest Zuschauer: 4.000 Schiedsrichter: Mitrović, Kažanegra |
| 2. Februar 2020 15:00 Uhr | Spielbericht          |         |                      | Sala Polivalentă Dinamo, Bukarest Zuschauer: 4.000 Schiedsrichter: Mitrović, Kažanegra |

| 2. Februar 2020 16:50 Uhr | Team Esbjerg          | 29:27   | FTC-Rail Cargo Hungaria | Blue Water Dokken, Esbjerg Zuschauer: 2.102 Schiedsrichter: Antić, Jakovljević |
| 2. Februar 2020 16:50 Uhr | meiste Tore: Polman 8 | (13:13) | meiste Tore: Lukács 6   | Blue Water Dokken, Esbjerg Zuschauer: 2.102 Schiedsrichter: Antić, Jakovljević |
| 2. Februar 2020 16:50 Uhr | Spielbericht          |         |                         | Blue Water Dokken, Esbjerg Zuschauer: 2.102 Schiedsrichter: Antić, Jakovljević |

| 8. Februar 2020 19:15 Uhr | Vipers Kristiansand           | 23:25   | CSM Bukarest          | Aquarama Kristiansand, Kristiansand Zuschauer: 1.830 Schiedsrichter: Opava, Válek |
| 8. Februar 2020 19:15 Uhr | meiste Tore: Aune, Tomac je 6 | (12:11) | meiste Tore: Neagu 14 | Aquarama Kristiansand, Kristiansand Zuschauer: 1.830 Schiedsrichter: Opava, Válek |
| 8. Februar 2020 19:15 Uhr | Spielbericht                  |         |                       | Aquarama Kristiansand, Kristiansand Zuschauer: 1.830 Schiedsrichter: Opava, Válek |

| 8. Februar 2020 20:00 Uhr | FTC-Rail Cargo Hungaria | 31:35   | GK Rostow am Don                         | Érd Aréna, Érd Zuschauer: 2.200 Schiedsrichter: Freitas, Carvalho |
| 8. Februar 2020 20:00 Uhr | meiste Tore: Klujber 9  | (14:19) | meiste Tore: Manaharowa, Wjachirewa je 9 | Érd Aréna, Érd Zuschauer: 2.200 Schiedsrichter: Freitas, Carvalho |
| 8. Februar 2020 20:00 Uhr | Spielbericht            |         |                                          | Érd Aréna, Érd Zuschauer: 2.200 Schiedsrichter: Freitas, Carvalho |

| 9. Februar 2020 15:00 Uhr | Metz Handball                    | 31:31   | Team Esbjerg          | Palais omnisports Les Arènes, Metz Zuschauer: 4.122 Schiedsrichter: Tzaferopoulos, Bethmann |
| 9. Februar 2020 15:00 Uhr | meiste Tore: Flippes, Kanor je 5 | (15:15) | meiste Tore: Polman 9 | Palais omnisports Les Arènes, Metz Zuschauer: 4.122 Schiedsrichter: Tzaferopoulos, Bethmann |
| 9. Februar 2020 15:00 Uhr | Spielbericht                     |         |                       | Palais omnisports Les Arènes, Metz Zuschauer: 4.122 Schiedsrichter: Tzaferopoulos, Bethmann |

| 21. Februar 2020 18:30 Uhr | CSM Bukarest         | 27:24   | FTC-Rail Cargo Hungaria | Sala Polivalentă Dinamo, Bukarest Zuschauer: 4.500 Schiedsrichter: Nowikow, Roschkow |
| 21. Februar 2020 18:30 Uhr | meiste Tore: Neagu 8 | (16:13) | meiste Tore: Lukács 7   | Sala Polivalentă Dinamo, Bukarest Zuschauer: 4.500 Schiedsrichter: Nowikow, Roschkow |
| 21. Februar 2020 18:30 Uhr | Spielbericht         |         |                         | Sala Polivalentă Dinamo, Bukarest Zuschauer: 4.500 Schiedsrichter: Nowikow, Roschkow |

| 22. Februar 2020 16:00 Uhr | GK Rostow am Don          | 24:29   | Metz Handball                                | Sportpalast Rostow am Don, Rostow am Don Zuschauer: 3.417 Schiedsrichter: M. Bennani, S. Bennani |
| 22. Februar 2020 16:00 Uhr | meiste Tore: Manaharowa 4 | (11:11) | meiste Tore: N’Gouan, Burgaard, Flippes je 5 | Sportpalast Rostow am Don, Rostow am Don Zuschauer: 3.417 Schiedsrichter: M. Bennani, S. Bennani |
| 22. Februar 2020 16:00 Uhr | Spielbericht              |         |                                              | Sportpalast Rostow am Don, Rostow am Don Zuschauer: 3.417 Schiedsrichter: M. Bennani, S. Bennani |

| 23. Februar 2020 16:50 Uhr | Team Esbjerg                       | 35:30   | Vipers Kristiansand   | Blue Water Dokken, Esbjerg Zuschauer: 2.412 Schiedsrichter: Panayides, Andreou |
| 23. Februar 2020 16:50 Uhr | meiste Tore: Breistøl, Polman je 8 | (15:16) | meiste Tore: Tomac 10 | Blue Water Dokken, Esbjerg Zuschauer: 2.412 Schiedsrichter: Panayides, Andreou |
| 23. Februar 2020 16:50 Uhr | Spielbericht                       |         |                       | Blue Water Dokken, Esbjerg Zuschauer: 2.412 Schiedsrichter: Panayides, Andreou |

| 29. Februar 2020 19:15 Uhr | Vipers Kristiansand    | 29:32   | GK Rostow am Don           | Aquarama Kristiansand, Kristiansand Zuschauer: 1.452 Schiedsrichter: Marín Lorente, Ignacio García |
| 29. Februar 2020 19:15 Uhr | meiste Tore: Reistad 9 | (16:15) | meiste Tore: Wjachirewa 10 | Aquarama Kristiansand, Kristiansand Zuschauer: 1.452 Schiedsrichter: Marín Lorente, Ignacio García |
| 29. Februar 2020 19:15 Uhr | Spielbericht           |         |                            | Aquarama Kristiansand, Kristiansand Zuschauer: 1.452 Schiedsrichter: Marín Lorente, Ignacio García |

| 1. März 2020 15:00 Uhr | Metz Handball        | 28:26   | CSM Bukarest                    | Palais omnisports Les Arènes, Metz Zuschauer: 4.000 Schiedsrichter: M. Sá, V. Sá |
| 1. März 2020 15:00 Uhr | meiste Tore: Zaadi 6 | (14:13) | meiste Tore: Lekić, Omoregie je | Palais omnisports Les Arènes, Metz Zuschauer: 4.000 Schiedsrichter: M. Sá, V. Sá |
| 1. März 2020 15:00 Uhr | Spielbericht         |         |                                 | Palais omnisports Les Arènes, Metz Zuschauer: 4.000 Schiedsrichter: M. Sá, V. Sá |

| 1. März 2020 15:00 Uhr | FTC-Rail Cargo Hungaria | 26:25   | Team Esbjerg           | Érd Aréna, Érd Zuschauer: 2.000 Schiedsrichter: Şimşek, Ünlü Hatipoğlu |
| 1. März 2020 15:00 Uhr | meiste Tore: Klujber 12 | (13:15) | meiste Tore: Polman 10 | Érd Aréna, Érd Zuschauer: 2.000 Schiedsrichter: Şimşek, Ünlü Hatipoğlu |
| 1. März 2020 15:00 Uhr | Spielbericht            |         |                        | Érd Aréna, Érd Zuschauer: 2.000 Schiedsrichter: Şimşek, Ünlü Hatipoğlu |

| 7. März 2020 16:00 Uhr | GK Rostow am Don                  | 29:26  | FTC-Rail Cargo Hungaria | Sportpalast Rostow am Don, Rostow am Don Zuschauer: 2.971 Schiedsrichter: Łabuń, Jerlecki |
| 7. März 2020 16:00 Uhr | meiste Tore: Sen, Wjachirewa je 6 | (17:9) | meiste Tore: Klujber 9  | Sportpalast Rostow am Don, Rostow am Don Zuschauer: 2.971 Schiedsrichter: Łabuń, Jerlecki |
| 7. März 2020 16:00 Uhr | Spielbericht                      |        |                         | Sportpalast Rostow am Don, Rostow am Don Zuschauer: 2.971 Schiedsrichter: Łabuń, Jerlecki |

| 7. März 2020 19:00 Uhr | CSM Bukarest          | 28:22   | Vipers Kristiansand                         | Sala Polivalentă Dinamo, Bukarest Zuschauer: 4.500 Schiedsrichter: D. Lončar, Z. Lončar |
| 7. März 2020 19:00 Uhr | meiste Tore: Neagu 10 | (12:11) | meiste Tore: Reistad, Jonassen, Morais je 4 | Sala Polivalentă Dinamo, Bukarest Zuschauer: 4.500 Schiedsrichter: D. Lončar, Z. Lončar |
| 7. März 2020 19:00 Uhr | Spielbericht          |         |                                             | Sala Polivalentă Dinamo, Bukarest Zuschauer: 4.500 Schiedsrichter: D. Lončar, Z. Lončar |

| 8. März 2020 16:50 Uhr | Team Esbjerg             | 30:29   | Metz Handball                                  | Blue Water Dokken, Esbjerg Zuschauer: 0 Schiedsrichter: Merz, Kuttler |
| 8. März 2020 16:50 Uhr | meiste Tore: Jacobsen 11 | (14:19) | meiste Tore: Burgaard, N’Gouan, Perederij je 4 | Blue Water Dokken, Esbjerg Zuschauer: 0 Schiedsrichter: Merz, Kuttler |
| 8. März 2020 16:50 Uhr | Spielbericht             |         |                                                | Blue Water Dokken, Esbjerg Zuschauer: 0 Schiedsrichter: Merz, Kuttler |

### Gruppe 2
| Pl. | Verein                  | Sp. | S | U | N | Tore      | Diff. | Punkte  |
| --- | ----------------------- | --- | - | - | - | --------- | ----- | ------- |
| 1.  | Győri ETO KC            | 10  | 9 | 1 | 0 | 0309:2520 | +57   | 019:10  |
| 2.  | Brest Bretagne Handball | 10  | 8 | 1 | 1 | 0311:2530 | +58   | 017:30  |
| 3.  | ŽRK Budućnost Podgorica | 10  | 5 | 0 | 5 | 0271:2660 | +5    | 010:100 |
| 4.  | SCM Râmnicu Vâlcea      | 10  | 3 | 1 | 6 | 0245:2520 | −7    | 07:130  |
| 5.  | Rokometni Klub Krim     | 10  | 2 | 1 | 7 | 0250:2910 | −41   | 05:150  |
| 6.  | IK Sävehof              | 10  | 1 | 0 | 9 | 0224:2960 | −72   | 02:180  |

| 25. Januar 2020 15:00 Uhr | SCM Râmnicu Vâlcea    | 31:16  | Rokometni Klub Krim      | Sala Sporturilor Traian, Râmnicu Vâlcea Zuschauer: 2.239 Schiedsrichter: Horváth, Marton |
| 25. Januar 2020 15:00 Uhr | meiste Tore: Hlibko 9 | (14:8) | meiste Tore: van Kreij 5 | Sala Sporturilor Traian, Râmnicu Vâlcea Zuschauer: 2.239 Schiedsrichter: Horváth, Marton |
| 25. Januar 2020 15:00 Uhr | Spielbericht          |        |                          | Sala Sporturilor Traian, Râmnicu Vâlcea Zuschauer: 2.239 Schiedsrichter: Horváth, Marton |

| 25. Januar 2020 19:00 Uhr | ŽRK Budućnost Podgorica  | 30:25   | IK Sävehof              | Bemax Arena, Podgorica Zuschauer: 1.985 Schiedsrichter: I. Covalciuc, A. Covalciuc |
| 25. Januar 2020 19:00 Uhr | meiste Tore: Raičević 10 | (18:14) | meiste Tore: Lagerbon 7 | Bemax Arena, Podgorica Zuschauer: 1.985 Schiedsrichter: I. Covalciuc, A. Covalciuc |
| 25. Januar 2020 19:00 Uhr | Spielbericht             |         |                         | Bemax Arena, Podgorica Zuschauer: 1.985 Schiedsrichter: I. Covalciuc, A. Covalciuc |

| 26. Januar 2020 19:00 Uhr | Győri ETO KC                         | 27:27   | Brest Bretagne Handball | Audi Arena, Győr Zuschauer: 5.194 Schiedsrichter: M. Sá, V. Sá |
| 26. Januar 2020 19:00 Uhr | meiste Tore: Fodor, Kristiansen je 5 | (15:17) | meiste Tore: Gros 6     | Audi Arena, Győr Zuschauer: 5.194 Schiedsrichter: M. Sá, V. Sá |
| 26. Januar 2020 19:00 Uhr | Spielbericht                         |         |                         | Audi Arena, Győr Zuschauer: 5.194 Schiedsrichter: M. Sá, V. Sá |

| 1. Februar 2020 17:00 Uhr | Győri ETO KC            | 26:24   | ŽRK Budućnost Podgorica   | Audi Arena, Győr Zuschauer: 5.437 Schiedsrichter: Mandák, Rudinský |
| 1. Februar 2020 17:00 Uhr | meiste Tore: Kurtović 7 | (15:12) | meiste Tore: Radičević 10 | Audi Arena, Győr Zuschauer: 5.437 Schiedsrichter: Mandák, Rudinský |
| 1. Februar 2020 17:00 Uhr | Spielbericht            |         |                           | Audi Arena, Győr Zuschauer: 5.437 Schiedsrichter: Mandák, Rudinský |

| 2. Februar 2020 17:00 Uhr | Rokometni Klub Krim    | 25:29   | Brest Bretagne Handball | Športna dvorana Krim, Ljubljana Zuschauer: 1.200 Schiedsrichter: Praštalo, Balvan |
| 2. Februar 2020 17:00 Uhr | meiste Tore: Varagić 5 | (12:16) | meiste Tore: Gros 10    | Športna dvorana Krim, Ljubljana Zuschauer: 1.200 Schiedsrichter: Praštalo, Balvan |
| 2. Februar 2020 17:00 Uhr | Spielbericht           |         |                         | Športna dvorana Krim, Ljubljana Zuschauer: 1.200 Schiedsrichter: Praštalo, Balvan |

| 2. Februar 2020 17:00 Uhr | IK Sävehof                        | 17:23  | SCM Râmnicu Vâlcea      | Partille Arena, Partille Zuschauer: 807 Schiedsrichter: K. Gasmi, R. Gasmi |
| 2. Februar 2020 17:00 Uhr | meiste Tore: Dano, Mortensen je 4 | (7:15) | meiste Tore: Liščević 6 | Partille Arena, Partille Zuschauer: 807 Schiedsrichter: K. Gasmi, R. Gasmi |
| 2. Februar 2020 17:00 Uhr | Spielbericht                      |        |                         | Partille Arena, Partille Zuschauer: 807 Schiedsrichter: K. Gasmi, R. Gasmi |

| 8. Februar 2020 15:00 Uhr | SCM Râmnicu Vâlcea      | 20:29  | Győri ETO KC               | Sala Sporturilor Traian, Râmnicu Vâlcea Zuschauer: 2.239 Schiedsrichter: Merz, Kuttler |
| 8. Februar 2020 15:00 Uhr | meiste Tore: Elghaoui 7 | (6:10) | meiste Tore: Kristiansen 8 | Sala Sporturilor Traian, Râmnicu Vâlcea Zuschauer: 2.239 Schiedsrichter: Merz, Kuttler |
| 8. Februar 2020 15:00 Uhr | Spielbericht            |        |                            | Sala Sporturilor Traian, Râmnicu Vâlcea Zuschauer: 2.239 Schiedsrichter: Merz, Kuttler |

| 8. Februar 2020 19:00 Uhr | ŽRK Budućnost Podgorica   | 30:28   | Rokometni Klub Krim                  | Bemax Arena, Podgorica Zuschauer: 2.200 Schiedsrichter: Alpaidse, Berjoskina |
| 8. Februar 2020 19:00 Uhr | meiste Tore: Radičević 10 | (17:12) | meiste Tore: Varagić, Klemenčič je 6 | Bemax Arena, Podgorica Zuschauer: 2.200 Schiedsrichter: Alpaidse, Berjoskina |
| 8. Februar 2020 19:00 Uhr | Spielbericht              |         |                                      | Bemax Arena, Podgorica Zuschauer: 2.200 Schiedsrichter: Alpaidse, Berjoskina |

| 9. Februar 2020 19:00 Uhr | Brest Bretagne Handball  | 31:22  | IK Sävehof          | Brest Arena, Brest Zuschauer: 4.092 Schiedsrichter: Doychinov, Goretsov |
| 9. Februar 2020 19:00 Uhr | meiste Tore: Pop-Lazić 7 | (14:7) | meiste Tore: Dano 5 | Brest Arena, Brest Zuschauer: 4.092 Schiedsrichter: Doychinov, Goretsov |
| 9. Februar 2020 19:00 Uhr | Spielbericht             |        |                     | Brest Arena, Brest Zuschauer: 4.092 Schiedsrichter: Doychinov, Goretsov |

| 22. Februar 2020 13:30 Uhr | IK Sävehof                    | 24:33   | ŽRK Budućnost Podgorica | Partille Arena, Partille Zuschauer: 863 Schiedsrichter: Žalienė, Kijauskaitė |
| 22. Februar 2020 13:30 Uhr | meiste Tore: Ekenman-Fernis 9 | (17:15) | meiste Tore: Raičević 8 | Partille Arena, Partille Zuschauer: 863 Schiedsrichter: Žalienė, Kijauskaitė |
| 22. Februar 2020 13:30 Uhr | Spielbericht                  |         |                         | Partille Arena, Partille Zuschauer: 863 Schiedsrichter: Žalienė, Kijauskaitė |

| 22. Februar 2020 19:00 Uhr | Rokometni Klub Krim      | 28:28   | SCM Râmnicu Vâlcea      | Športna dvorana Krim, Ljubljana Zuschauer: 1.118 Schiedsrichter: Lidacka, Lesiak |
| 22. Februar 2020 19:00 Uhr | meiste Tore: van Kreij 8 | (13:12) | meiste Tore: González 7 | Športna dvorana Krim, Ljubljana Zuschauer: 1.118 Schiedsrichter: Lidacka, Lesiak |
| 22. Februar 2020 19:00 Uhr | Spielbericht             |         |                         | Športna dvorana Krim, Ljubljana Zuschauer: 1.118 Schiedsrichter: Lidacka, Lesiak |

| 23. Februar 2020 19:00 Uhr | Brest Bretagne Handball       | 28:29   | Győri ETO KC               | Brest Arena, Brest Zuschauer: 4.222 Schiedsrichter: Florescu, Stoia |
| 23. Februar 2020 19:00 Uhr | meiste Tore: Foppa, Gros je 7 | (15:14) | meiste Tore: Kristiansen 9 | Brest Arena, Brest Zuschauer: 4.222 Schiedsrichter: Florescu, Stoia |
| 23. Februar 2020 19:00 Uhr | Spielbericht                  |         |                            | Brest Arena, Brest Zuschauer: 4.222 Schiedsrichter: Florescu, Stoia |

| 29. Februar 2020 15:00 Uhr | Brest Bretagne Handball | 37:26   | Rokometni Klub Krim      | Brest Arena, Brest Zuschauer: 3.770 Schiedsrichter: Dahlby Fremstad, Kjelsrud Pedersen |
| 29. Februar 2020 15:00 Uhr | meiste Tore: Foppa 8    | (19:14) | meiste Tore: van Kreij 6 | Brest Arena, Brest Zuschauer: 3.770 Schiedsrichter: Dahlby Fremstad, Kjelsrud Pedersen |
| 29. Februar 2020 15:00 Uhr | Spielbericht            |         |                          | Brest Arena, Brest Zuschauer: 3.770 Schiedsrichter: Dahlby Fremstad, Kjelsrud Pedersen |

| 29. Februar 2020 15:00 Uhr | SCM Râmnicu Vâlcea      | 28:20   | IK Sävehof              | Sala Sporturilor Traian, Râmnicu Vâlcea Zuschauer: 2.150 Schiedsrichter: Balvan, Praštalo |
| 29. Februar 2020 15:00 Uhr | meiste Tore: González 7 | (16:10) | meiste Tore: Lagerbon 5 | Sala Sporturilor Traian, Râmnicu Vâlcea Zuschauer: 2.150 Schiedsrichter: Balvan, Praštalo |
| 29. Februar 2020 15:00 Uhr | Spielbericht            |         |                         | Sala Sporturilor Traian, Râmnicu Vâlcea Zuschauer: 2.150 Schiedsrichter: Balvan, Praštalo |

| 1. März 2020 17:00 Uhr | ŽRK Budućnost Podgorica  | 27:28   | Győri ETO KC             | Sportski centar Morača, Podgorica Zuschauer: 3.100 Schiedsrichter: Ilieva, Karbeska |
| 1. März 2020 17:00 Uhr | meiste Tore: Radičević 7 | (17:12) | meiste Tore: Bulatović 8 | Sportski centar Morača, Podgorica Zuschauer: 3.100 Schiedsrichter: Ilieva, Karbeska |
| 1. März 2020 17:00 Uhr | Spielbericht             |         |                          | Sportski centar Morača, Podgorica Zuschauer: 3.100 Schiedsrichter: Ilieva, Karbeska |

| 7. März 2020 16:00 Uhr | Győri ETO KC           | 35:29   | SCM Râmnicu Vâlcea                          | Audi Arena, Győr Zuschauer: 5.329 Schiedsrichter: Simone, Monitillo |
| 7. März 2020 16:00 Uhr | meiste Tore: Oftedal 6 | (20:15) | meiste Tore: Badea, Nørgaard, Liščević je 5 | Audi Arena, Győr Zuschauer: 5.329 Schiedsrichter: Simone, Monitillo |
| 7. März 2020 16:00 Uhr | Spielbericht           |         |                                             | Audi Arena, Győr Zuschauer: 5.329 Schiedsrichter: Simone, Monitillo |

| 7. März 2020 19:00 Uhr | Rokometni Klub Krim   | 29:23   | ŽRK Budućnost Podgorica  | Športna dvorana Krim, Ljubljana Zuschauer: 0 Schiedsrichter: Freitas, Carvalho |
| 7. März 2020 19:00 Uhr | meiste Tore: Zulić 10 | (14:13) | meiste Tore: Radičević 6 | Športna dvorana Krim, Ljubljana Zuschauer: 0 Schiedsrichter: Freitas, Carvalho |
| 7. März 2020 19:00 Uhr | Spielbericht          |         |                          | Športna dvorana Krim, Ljubljana Zuschauer: 0 Schiedsrichter: Freitas, Carvalho |

| 8. März 2020 15:00 Uhr | IK Sävehof              | 17:29  | Brest Bretagne Handball | Partille Arena, Partille Zuschauer: ? Schiedsrichter: Antić, Jakovljević |
| 8. März 2020 15:00 Uhr | meiste Tore: Lagerbon 4 | (5:17) | meiste Tore: Gros 6     | Partille Arena, Partille Zuschauer: ? Schiedsrichter: Antić, Jakovljević |
| 8. März 2020 15:00 Uhr | Spielbericht            |        |                         | Partille Arena, Partille Zuschauer: ? Schiedsrichter: Antić, Jakovljević |

## Viertelfinale
Im Viertelfinale hätten die vier bestplatzierten Mannschaften der beiden Hauptrundengruppen teilgenommen, die über Kreuz gegeneinander gespielt hätten.

### Qualifizierte Teams
| - Team Esbjerg - Brest Bretagne Handball - Metz Handball - Győri ETO KC - ŽRK Budućnost Podgorica - CSM Bukarest - SCM Râmnicu Vâlcea - GK Rostow am Don |

| Mannschaft 1            | Mannschaft 2            | Hinspiel             | Rückspiel            | Gesamt |
| ----------------------- | ----------------------- | -------------------- | -------------------- | ------ |
| SCM Râmnicu Vâlcea      | Metz Handball           | --.--.---- --:-- Uhr | --.--.---- --:-- Uhr | - : -  |
| SCM Râmnicu Vâlcea      | Metz Handball           | - : - (- : -)        | - : - (- : -)        | - : -  |
| SCM Râmnicu Vâlcea      | Metz Handball           | - Zuschauer          | - Zuschauer          | - : -  |
| CSM Bukarest            | Győri ETO KC            | --.--.---- --:-- Uhr | --.--.---- --:-- Uhr | - : -  |
| CSM Bukarest            | Győri ETO KC            | - : - (- : -)        | - : - (- : -)        | - : -  |
| CSM Bukarest            | Győri ETO KC            | - Zuschauer          | - Zuschauer          | - : -  |
| ŽRK Budućnost Podgorica | Team Esbjerg            | --.--.---- --:-- Uhr | --.--.---- --:-- Uhr | - : -  |
| ŽRK Budućnost Podgorica | Team Esbjerg            | - : - (- : -)        | - : - (- : -)        | - : -  |
| ŽRK Budućnost Podgorica | Team Esbjerg            | - Zuschauer          | - Zuschauer          | - : -  |
| GK Rostow am Don        | Brest Bretagne Handball | --.--.---- --:-- Uhr | --.--.---- --:-- Uhr | - : -  |
| GK Rostow am Don        | Brest Bretagne Handball | - : - (- : -)        | - : - (- : -)        | - : -  |
| GK Rostow am Don        | Brest Bretagne Handball | - Zuschauer          | - Zuschauer          | - : -  |

## Statistiken

### Torschützenliste
Die Torschützenliste zeigt die drei besten Torschützinnen in der EHF Champions League der Frauen 2019/20.
Zu sehen sind die Nation der Spielerin, der Name, die Position, der Verein, die gespielten Spiele, die Tore und die Ø-Tore.
| Pl. | Nation     | Spieler           | Pos. | Verein                  | Sp. | Tore | Ø    |
| --- | ---------- | ----------------- | ---- | ----------------------- | --- | ---- | ---- |
| 1.  | Montenegro | Jovanka Radičević | (RA) | ŽRK Budućnost Podgorica | 12  | 97   | 8,08 |
| 2.  | Ungarn     | Katrin Klujber    | (RR) | Ferencváros Budapest    | 12  | 84   | 7,00 |
| 3.  | Slowenien  | Ana Gros          | (RR) | Brest Bretagne Handball | 12  | 78   | 6,50 |